# Skjervøy
Skjervøy é uma comuna da Noruega, com 472 km² de área e 3 002 habitantes (censo de 2004).         